# Theehuis Rhijnauwen
Het Theehuis Rhijnauwen is een uit de jaren twintig daterend paviljoen langs de Kromme Rijn in de Nederlandse gemeente Bunnik.

## Geschiedenis
De nabijgelegen gemeente Utrecht kocht in 1919 het landgoed Rhijnauwen aan. In eerste instantie werd bij de aankoop de bouw van een kleine villawijk beoogd maar dit wijzigde naar de visie een gezonder en socialer leefklimaat te scheppen voor de inwoners in de vorm van recreatiemogelijkheden. 
De bouw van het theehuis op het landgoed dateert uit 1921. Vanwege de ligging bij Fort bij Rijnauwen diende het theehuis wegens de Kringenwet in hout te worden uitgevoerd. De Utrechtse gemeentearchitect Gosse van der Gaast ontwierp het gebouw in de stijl van de Amsterdamse School. Reeds in 1924 is een verhoogd woonhuis aangebouwd in dezelfde stijl. Het geheel is rietgedekt en heeft pannen in de nok. De gevels zijn onder meer voorzien van grote raampartijen en gepotdekselde delen in rode kleur. 
Eind 20e eeuw is het gebouw verder uitgebreid met een aanbouw in contrasterende stijl. In 2005 volgde de aanwijzing tot rijksmonument. Het huidige gebruik is nog altijd horeca.